# Esma Sultan (1778-1848)
För en tidigare osmansk prinsessa med samma namn, se Esma Sultan.
Esma Sultan, född 17 juli 1778, död 4 juni 1848, var en osmansk prinsessa. Hon var dotter till sultan Abdul Hamid I och hans fjärde-hustru Ayşe Seniyeperver, och helsyster till Mustafa IV och halvsyster till Mahmud II. 
Vid hennes fars död 1789 var hennes äldste bror Mustafa tio år gammal, och tronen övertogs därför av hennes kusin Selim III. Esma blev år 1792 bortgift vid fjorton års ålder med Pascha Küçük Hüseyin Pasha, en vän till hennes kusin sultanen. Äktenskapet var fördelaktigt för båda parter eftersom maken blev släkt med sultanen medan Esma slapp ut ur det kejserliga osmanska haremet. Efter makens död 1803 vägrade hon att gifta om sig och förlängde hela tiden sin sorgeperiod efter sin make för att undvika det.  
Esma ägnade sig åt sina egna fastighetsaffärer och affärsverksamheter: hon ägde ett palats i Divanyolu, Çamlıca, Maçka och Eyüp och ett yali-palats vid Bosporen i Kuruçeşme. Hon skrev egna musikstycken, intresserade sig för mode och för den västerländska kulturen, och ska ha möblerat sitt palats med brittiska möbler: vid hennes död avlägsnades genast dessa och de gamla orientaliska möblerna återfördes.
År 1807 avsattes och mördades Selim III av janitsjarerna, som placerade hennes bror Mustafa IV på tronen. Han avsattes året därpå, och ersattes av Esmas yngre halvbror Mahmud II. Hon och hennes syster Hibetullah, som sades ha haft inflytande på statens affärer, hölls då under bevakning av den nye sultanen.  Esma ska ha stöttat janitsjarernas misslyckade kuppförsök som ville återinsätta hennes bror på tronen, vilket resulterade i att han avrättades av hennes halvbror. Hon lyckades undvika att förvisas från huvudstaden.
Hon ska så småningom ha skaffat sig ett stort inflytande över sin halvbror Mahmud II under hans regeringstid. Hon blev fostermor till Bezmiâlem Sultan (som blev sultankonkubin 1822) och adoptivmor till Rahime Perestu (som blev sultanhustru 1844). Mahmud II avled i hennes palats i Çamlıca 1839.